# Inga Sibova
Inga Sibova (n. 2 ianuarie 1966) este o ingineră-mecanic din Republica Moldova, deputat în legislatura 2021-2025 a Parlamentului Republicii Moldova, reprezentantă a Partidului Comuniștilor din Republica Moldova (PCRM).

## Biografie
Sibova este de profesie ingineră-mecanic, specializată în sisteme de alimentare cu gaze naturale. A lucrat ca șefă de secție la Cimișlia-Gaz SRL în perioada 2016-2021.

### Activitate politică
A aderat la Partidul Comuniștilor din Republica Moldova (PCRM) în 2013. Trei ani mai târziu, a preluat funcția de prim-secretar al Comitetului Raional al PCRM din Cimișlia. Pe parcursul anilor 2011-2019 a fost membră a Consiliului orășenesc Cimișlia din partea PCRM, iar din 2019 până în 2020 a fost consilieră a raionului Cimișlia din partea aceluiași partid.
La alegerile parlamentare din 2021 a candidat cu numărul 23 pe lista Blocului Comuniștilor și Socialiștilor (BCS), din partea PCRM, și a acces în Parlament.